# Musibin
Musibin (arab. مصيبين) – wieś w Syrii, w muhafazie Idlib. W 2004 roku liczyła 2021 mieszkańców.